# Visegrad Cup
Der Visegrad Cup ist ein internationaler Eishockeywettbewerb, der gemeinsam vom slowakischen und vom ungarischen Eishockeyverband ausgetragen wird. Er wird seit 2017 ausgespielt, seit 2019 nehmen auch Mannschaften aus Polen und Tschechien teil. Benannt ist der Wettbewerb nach der Bezeichnung Visegrád-Staaten für die vier beteiligten Länder.

## Turnierüberblick
| Saison  | Mannschaften | beteiligte Länder                   | Sieger             |
| ------- | ------------ | ----------------------------------- | ------------------ |
| 2017/18 | 8            | Slowakei, Ungarn                    | HK Nitra           |
| 2018/19 | 6            | Slowakei, Ungarn                    | HC Nové Zámky      |
| 2019/20 | 8            | Slowakei, Ungarn, Polen, Tschechien | JKH GKS Jastrzębie |

## Austragung 2017/18
An der ersten Austragung nahmen die drei besten Mannschaften der ungarisch-rumänischen MOL Liga, der einzige ungarische Vertreter in der österreichischen EBEL und vier Mannschaften aus der Slowakei teil, darunter der Vizemeister Nitra.

### Teilnehmer
- Fehérvár AV19 (EBEL)
- DVTK Jegesmedvék (Erste Liga)
- MAC Budapest (Erste Liga)
- Újpesti TE (Erste Liga)
- HK Nitra (Tipsport Extraliga)
- HC Nové Zámky (Tipsport Extraliga)
- HK Poprad (Tipsport Extraliga)
- MsHK Žilina (Tipsport Extraliga)

Gespielt wurde eine Vorrunde, mit einer Gruppe der ungarischen Mannschaften und einer Gruppe der slowakischen Vertreter. Jede Mannschaft der ungarischen Gruppe traf dabei viermal auf eine Mannschaft aus der slowakischen Gruppe. Aus den Ergebnissen wurde in jeder Gruppe eine eigene Tabelle erstellt. Die Spiele fanden in der Vorbereitungsphase im August 2017 statt. Danach spielten alle Mannschaften im Viertelfinale (4. und 10./11. Oktober 2017), wobei der erste jeder Gruppe gegen den vierten der anderen Gruppe spielte, der zweite gegen den dritten der anderen Gruppe. Es folgten Halbfinale (14. und 28. November 2017) und Finale (10. und 23. Januar 2018), alle mit Hin- und Rückspiel.

### Vorrunde
|    |               | Sp | S | SOT | NOT | N | Tore  | Punkte |
| -- | ------------- | -- | - | --- | --- | - | ----- | ------ |
| 1. | HK Nitra      | 4  | 3 | 1   | 0   | 0 | 19:06 | 8      |
| 2. | HK Poprad     | 4  | 3 | 0   | 1   | 0 | 15:12 | 7      |
| 3. | HC Nové Zámky | 4  | 2 | 1   | 0   | 1 | 07:08 | 6      |
| 4. | MsHK Zilina   | 4  | 1 | 1   | 0   | 2 | 12:12 | 4      |

|    |                  | Sp | S | SOT | NOT | N | Tore  | Punkte |
| -- | ---------------- | -- | - | --- | --- | - | ----- | ------ |
| 1. | DVTK Jegesmedvék | 4  | 2 | 1   | 0   | 1 | 13:12 | 6      |
| 2. | Fehérvár AV19    | 4  | 1 | 0   | 2   | 1 | 12:12 | 4      |
| 3. | Újpesti TE       | 4  | 0 | 0   | 1   | 3 | 06:13 | 1      |
| 4. | MAC Budapest     | 4  | 0 | 0   | 0   | 4 | 07:16 | 0      |

Abkürzungen: Sp. = Spiele, S = Siege (2 Punkte), SOT = Siege nach Verlängerung oder Penaltyschießen (2 Punkte), NOT = Niederlagen nach Verlängerung oder Penaltyschießen (1 Punkt), N = Niederlagen (0 Punkte)

### Play-offs

#### Viertelfinale
- MsHK Zilina – DVTK Jegesmedvék 5:11 (1:5, 4:6)
- MAC Budapest – HK Nitra 6:7 (2:3, 4:4 n. V.)
- HC Nové Zámky – Fehérvár AV19 5:8 (5:4, 0:4)
- Újpesti TE – HK Poprad 2:9 (1:4, 1:5)

#### Halbfinale
- HK Poprad – DVTK Jegesmedvék 3:7 (2:3, 1:4)
- Fehérvár AV19 – HK Nitra 3:6 (1:3, 2:3)

#### Finale
- DVTK Jegesmedvék – HK Nitra 6:7 (4:2, 2:5 n. P.)

## Austragung 2018
An der zweiten Austragung nahmen sechs Mannschaften teil, je drei aus Ungarn und der Slowakei. Jede Mannschaft spielte einmal gegen jede andere. Die Spiele fanden zwischen dem 9. August und dem 5. November 2018 statt.

### Teilnehmer
- Újpesti TE (Erste Liga)
- Ferencvárosi TC (Erste Liga)
- Dunaújvárosi Acélbikák (Erste Liga)
- HK Nitra (Tipsport Extraliga)
- HK Poprad (Tipsport Extraliga)
- HC Nové Zámky (Tipsport Extraliga)

### Tabelle
|    |                        | Sp | S3 | S2 | N1 | N0 | Tore  | Punkte |
| -- | ---------------------- | -- | -- | -- | -- | -- | ----- | ------ |
| 1. | HC Nove Zamky          | 5  | 5  | 0  | 0  | 0  | 22:10 | 15     |
| 2. | HK Nitra               | 5  | 4  | 0  | 0  | 1  | 17:06 | 12     |
| 3. | HK Poprad              | 5  | 3  | 0  | 0  | 2  | 22:11 | 09     |
| 4. | Ferencvárosi TC        | 5  | 1  | 1  | 0  | 3  | 13:17 | 05     |
| 5. | Ujpesti TE             | 5  | 1  | 0  | 1  | 3  | 09:29 | 04     |
| 6. | Dunaújvárosi Acélbikák | 5  | 0  | 0  | 0  | 5  | 08:18 | 0      |

Abkürzungen: Sp. = Spiele, S3 = Siege (3 Punkte), S2 = Siege nach Verlängerung oder Penaltyschießen (2 Punkte), N2 = Niederlagen nach Verlängerung oder Penaltyschießen (1 Punkt), N = Niederlagen (0 Punkte)

## Austragung 2019/20
An der dritten Austragung des Wettbewerbs nahmen erstmals auch Mannschaften aus Polen und Tschechien teil. Gespielt wurde eine Vorrunde in zwei Gruppen, in denen jede Mannschaft einmal auf jede andere Mannschaft traf. Die Vorrunde wurde im August und September 2019 gespielt. Alle Mannschaften qualifizierten sich für Viertelfinale im Oktober 2019, in denen der Erste der Gruppe A auf den Vierten der Gruppe B und so weiter traf. Es folgten das Halbfinale im November 2019 und das Finale im Januar 2020, alle mit Hin- und Rückspiel.

### Teilnehmer
- Újpesti TE (Erste Liga)
- Ferencvárosi TC (Erste Liga)
- HK Nitra (Tipsport Extraliga)
- HC 07 Detva (Tipsport Extraliga)
- HC  Poruba (1. Liga, zweithöchste Spielklasse)
- JKH GKH Jastrzębie (PHL)
- Podhale Nowy Targ (PHL)
- GKS Katowice (PHL)

### Vorrunde

#### Gruppe A
|    |                    | Sp | S3 | S2 | N1 | N0 | Tore  | Punkte |
| -- | ------------------ | -- | -- | -- | -- | -- | ----- | ------ |
| 1. | JKH GKS Jastrzębie | 3  | 3  | 0  | 0  | 0  | 12:06 | 9      |
| 2. | HK Nitra           | 3  | 2  | 0  | 0  | 1  | 09:09 | 6      |
| 3. | GKS Katowice       | 3  | 1  | 0  | 0  | 2  | 06:08 | 3      |
| 4. | Ferencvárosi TC    | 3  | 0  | 0  | 0  | 3  | 07:11 | 0      |

Abkürzungen: Sp. = Spiele, S3 = Siege (3 Punkte), S2 = Siege nach Verlängerung oder Penaltyschießen (2 Punkte), N2 = Niederlagen nach Verlängerung oder Penaltyschießen (1 Punkt), N = Niederlagen (0 Punkte)

#### Gruppe B
|    |                   | Sp | S3 | S2 | N1 | N0 | Tore  | Punkte |
| -- | ----------------- | -- | -- | -- | -- | -- | ----- | ------ |
| 1. | HC Poruba         | 3  | 2  | 0  | 0  | 1  | 10:04 | 6      |
| 2. | HC 07 Detva       | 3  | 2  | 0  | 0  | 1  | 10:06 | 6      |
| 3. | Podhale Nowy Targ | 3  | 1  | 1  | 0  | 1  | 07:05 | 5      |
| 4. | Újpesti TE        | 3  | 0  | 0  | 1  | 2  | 02:14 | 1      |

Abkürzungen: Sp. = Spiele, S3 = Siege (3 Punkte), S2 = Siege nach Verlängerung oder Penaltyschießen (2 Punkte), N2 = Niederlagen nach Verlängerung oder Penaltyschießen (1 Punkt), N = Niederlagen (0 Punkte)

### Play-offs

#### Viertelfinale
- Újpesti TE – JKH GKS Jastrzębie 2:13 (2:9, 0:4)
- Ferencvárosi TC – HC Poruba 4:6 (2:1, 2:5)
- Podhale Nowy Targ – HK Nitra 4:7 (3:3, 1:4)
- HC 07 Detva – GKS Katowice 4:5 (1:2, 3:3 n. V.)

#### Halbfinale
- JKH GKS Jastrzębie – GKS Katowice 5:2 (2:0, 3:2)
- HC Poruba – HK Nitra 2:5 (2:4, 0:1)

#### Finale
- HK Nitra – JKH GKS Jastrzębie 4:5 (2:3, 2:2)